# Parila (Anija)
Parila is een plaats in de Estlandse gemeente Anija, provincie Harjumaa. De plaats heeft de status van dorp (Estisch: küla).
Parila heeft een station aan de spoorlijn Tallinn - Narva.

## Bevolking
Het dorp had 51 inwoners op 31 december 2011 en 76 inwoners op 31 december 2021.